# Station Cobrieux
Station Cobrieux is een spoorwegstation in de Franse gemeente Genech. Het station staat in het noorden van de gemeente, nabij het dorpscentrum van buurgemeente Cobrieux. Het ligt langs de spoorlijn Somain - Halluin.